# Кастел Сант'Елија
Кастел Сант'Елија (итал. Castel Sant'Elia) је насеље у Италији у округу Витербо, региону Лацио.
Према процени из 2011. у насељу је живело 2077 становника. Насеље се налази на надморској висини од 218 м.

## Становништво
Према резултатима пописа становништва 2011. у општини је живело 2.558 становника.
| 1936. | 1951. | 1961. | 1971. | 1981. | 1991. | 2001. | 2011. |
| ----- | ----- | ----- | ----- | ----- | ----- | ----- | ----- |
| 1.374 | 1.554 | 1.589 | 1.513 | 1.738 | 1.935 | 2.151 | 2.558 |